# إرينوم
القمر إرينوم (بالإنجليزية: Erinome)‏ المعروف أيضاً باسم المشتري الخامس والعشرون (بالإنجليزية:  Jupiter XXV)‏، هو قمر طبيعي غير نظامي يتحرك بحركة تراجعية تابع لكوكب المشتري.
و ينتمي هذا القمر إلى مجموعة كارم المكونة جميعها من أقمار غير نظامية وتتحركة بحركة تراجعية دائرة حول المشتري على مسافة تتراوح بين 23 و24 جيجامتر وزاوية ميلان تبلغ تقريباً 165°.

## اكتشافه
اكتشف هذا القمر فريق من علماء الفلك من جامعة هاواي بقيادة سكوت شيبارد في عام 2000 للميلاد، وتمت تسميته مؤقتاً بالاسم
S/2000 J 4.
و من ثم تمت تسميته في أكتوبر 2002 للميلاد نسبة إلى الشخصية الأسطورية إرينوم التي يقال أنه تم دفعها إلى أن تقع في حب زيوس برغبة من فينوس حسب الميثولوجيا الإغريقية.

## خصائصه
يدور هذا القمر حول كوكب المشتري على مسافة متوسطة تبلغ 22,986 ميغامتر في 711.965 يوماً، بزاوية ميل يبلغ قدرها 164° في اتجاه (°162 من خط الاستواء في المشتري) حسب مسير الشمس مع شذوذ مداري يبلغ قدره 0.2552.
و يبلغ قطر هذا القمر حوالي 3.2 كيلومتراً.